# Ancienne église Saint-Étienne de Lille
Ne doit pas être confondu avec l'église Saint-Étienne de Lille.
L'ancienne église Saint-Étienne de Lille est un édifice religieux basé dans la commune de Lille. Il fut démoli durant le siège de Lille de 1792 par les Autrichiens.

## Histoire
Avant la construction de l'église Saint-Étienne se situait une église d'architecture romane à abside unique semi-circulaire. Cette église pourrait dater du XIe siècle.
L'église qui daterait du XIIIe ou du XIVe siècle fut édifiée à l'emplacement d'une église primitive mentionnée par la Charte de 1066 de fondation de la collégiale Saint-Pierre. L'église devait beaucoup aux Hangouart, une riche famille lilloise qui avait servi les ducs de Bourgogne.
En 1649, Marguerite de Fourmestraux offrit à l'église une tapisserie montrant la lapidation de Saint-Étienne.
L'église est détruite le 29 septembre 1792 par les boulets autrichiens durant le siège de Lille. Le bombardement détruisit également une douzaine de maisons autour de l'église.
On bâtit à la place la rue des Débris-Saint-Étienne.

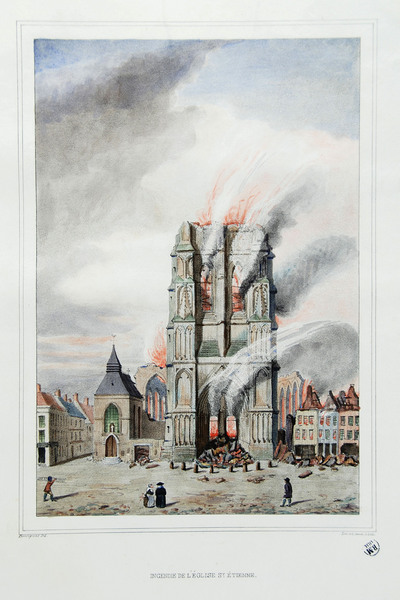
Incendie de l'église Saint-Étienne.
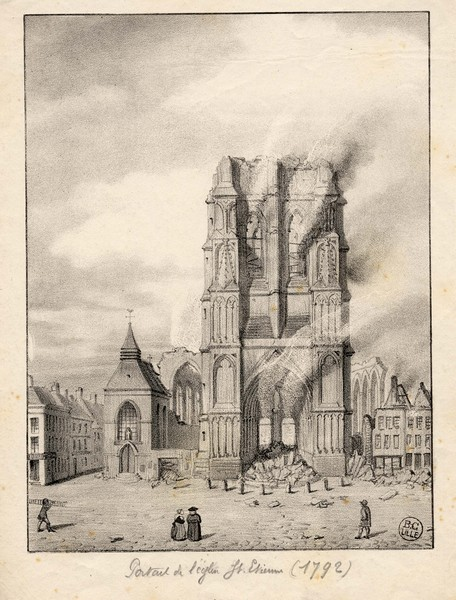
Église Saint-Étienne en feu.
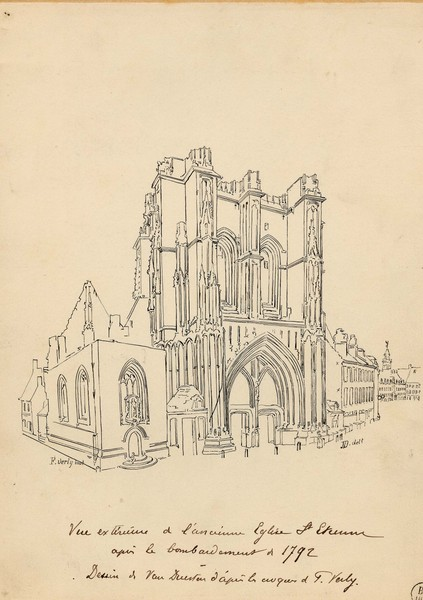
L'ancienne église Saint-Étienne de Lille après le bombardement de 1792.

L'église paroissiale a été remplacée par l'ancienne chapelle du  collège jésuites, à quelques centaines de mètres, rue de l'Hôpital-Militaire.

## Description du bâtiment
L'ancienne église Saint-Étienne se situait au nord de la place du Général-de-Gaulle de Lille, qui se nommait à l'époque Grand'Place,.
L'église était de type hallekerque (« église-halle »). Elle comportait une nef à trois vaisseaux dont le vaisseau central et deux collatéraux. La nef était entourée de petites chapelles disposées sous deux vaisseaux. Ceux-ci formaient avec les trois vaisseaux de la nef une hallekerque à cinq vaisseaux de même largeur et hauteur.
Elle comprenait cinq portails, le principal donnant sur la rue Esquermoise.
En dehors du portail d'entrée rue Esquermoise, l'église était entièrement entourée de constructions. Le clocher situé rue Esquermoise dominant les maisons était visible de la Grand' Place. II comportait une horloge à quatre cadrans .
Les colonnes en grès et leurs chapiteaux ont été récupérés dans les restes de l'ancienne église et intégrés à la voûte d'entrée de la rue des Débris-Saint-Étienne sur la Grand'Place.

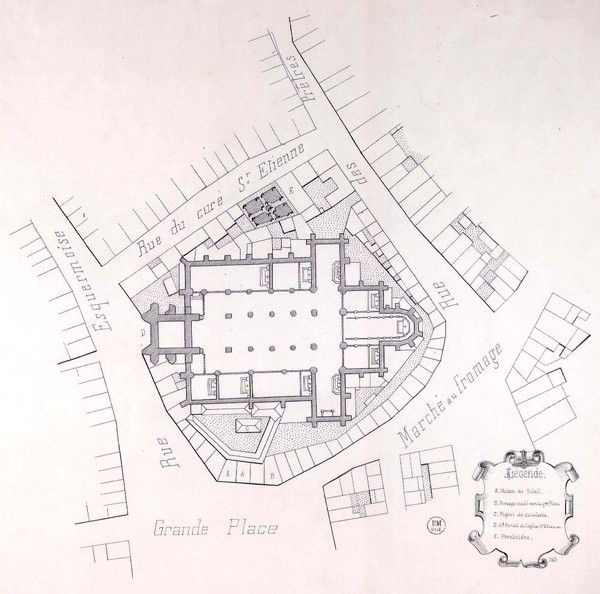
Plan de l'ancienne église Saint-Étienne.
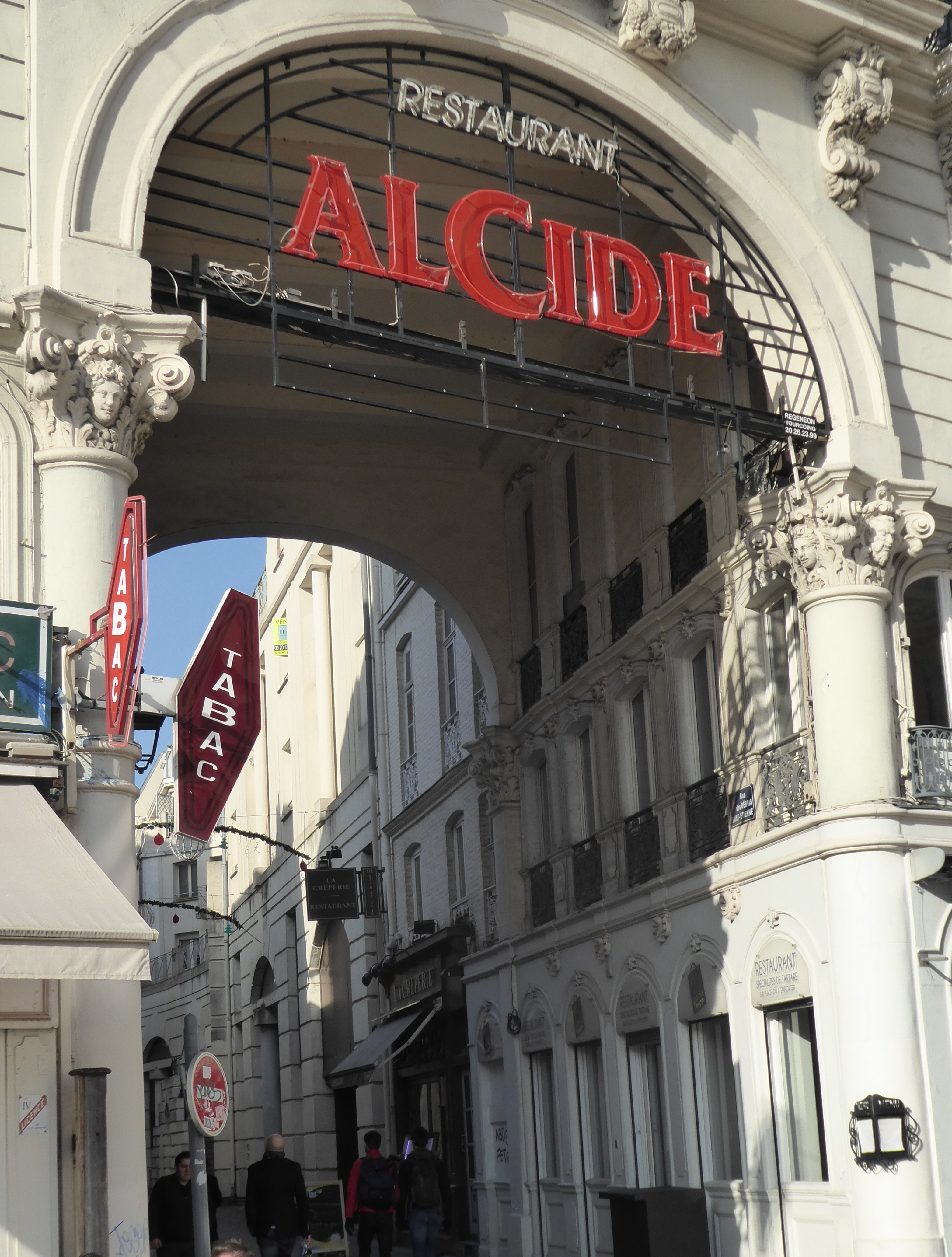
Vestiges de l'ancienne église Saint-Étienne : colonnes et chapiteaux.

## Paroisse
La paroisse Saint-Étienne était (elle est restée) celle du centre entre les paroisses Saint-Maurice au sud et Sainte Catherine au nord. C'était la paroisse  des manants primitifs de l'origine de la ville et des bourgeois
Elle englobe, au nord-est l'ancien couvent des Récollets futur lycée Faidherbe rue des Arts, au sud  l'ancien collège des Jésuites  rue de l'Hôpital-Militaire dont la chapelle est devenue l'église paroissiale, en passant par la place du théâtre, la Grand'place, le palais Rihour .
Lors de la démolition de la partie supérieure du beffroi de la Halle échevinale en 1600, les cloches et le carillon de la ville furent transférés au clocher qui fut transformé à cet effet.
Depuis cette date jusqu'à la destruction de l'église en 1792, le clocher servit de beffroi à la ville. Il  contenait les principales cloches municipales dont Emmannuel.
Douze sonneurs sont sous l’autorité  d’un maître-sonneur, huit sont commis au sonnage des offices, quatre pour aider à la cloche Emmanuel.